# Giovanni Francesco Barbarigo
Pour les articles homonymes, voir Barbarigo.
Giovanni Francesco Barbarigo (né le 29 avril 1658 à Venise, alors capitale de la république de Venise, et mort le 26 janvier 1730 à Padoue) est un cardinal italien du XVIIIe siècle.
Il est un neveu du cardinal Gregorio Barbarigo (1660) et de la famille des cardinaux Marcantonio Barbarigo (1686) et Angelo Barbarigo (1408).

## Biographie
Giovanni Francesco Barbarigo est nommé évêque de Vérone en 1698. Il y réforme la conduite du clergé et visite les paroisses et les oratoires. Il introduit en 1712 les frères de  la congrégation de l'Oratoire. En 1714, il est transféré à Brescia. Il y établit un catéchisme pour les enfants pauvres et y introduit l'habitude de se retirer avec son clergé dans des cellules  d'une villa pendant le carême.
Le pape Clément XI le crée cardinal in pectore lors du consistoire du 19 novembre 1719. Sa promotion est publiée le 30 septembre 1720.
En 1723, il est transféré au diocèse de Padoue. Il fait de la promotion pour la béatification du cardinal Gregorio Barbarigo.
Le cardinal Giovanni Barbarigo participe au conclave de 1721, lors duquel Innocent XIII est élu pape, et à celui de 1724 (élection de Benoît XIII).
Il est par ailleurs mécène de plusieurs artistes, dont Robert van Audenaerd, qui produit les gravures de son ouvrage Numismata vivorum illustrium, consacré à ses ancêtres.

## Sources
- Fiche du cardinal Giovanni Francesco Barbarigo sur le site fiu.edu